# Half and, Half
Half and, Half è l'album di debutto della cantante giapponese Megumi Hayashibara uscito il 21 marzo 1991 per la Starchild. Il disco è stato ripubblicato dalla King Records il 16 marzo 2005. L'album ha raggiunto la quarantacinquesima posizione della classifica degli album più venduti in Giappone.

## Tracce
1. Kimi no Answer (君のAnswer) - 3:56
2. a Later Comer - 5:17
3. Niji-iro no Sneaker (虹色のSneaker) - 4:17
4. Manatsu no Valentine (真夏のバレンタイン) - 4:28
5. Don't Say "Wake up Baby" - 4:24
6. Ame no Hi no Shakespeare -TO FLY AWAY- (雨の日のシェイクスピア) - 4:26
7. Friends - 3:33
8. College Ring wo Kaini Yukou (カレッジリングを買いにゆこう) - 5:00
9. Regret ga Naiteiru (リクレットが泣いている) - 4:24
10. Koi no Scramble Race (恋のScramble Race) - 3:52
11. EL WAKT - 4:24
12. BECAUSE - 4:22